# Miletus pallaxopas
Miletus pallaxopas är en fjärilsart som beskrevs av Hans Fruhstorfer 1913. Miletus pallaxopas ingår i släktet Miletus och familjen juvelvingar. Inga underarter finns listade i Catalogue of Life.